# Crash (álbum de Red Hot Chili Peppers)
Crash es un CD en vivo de Red Hot Chili Peppers, grabado el 3 de octubre del año 1999, fue grabado en Santiago de Chile en la Estación Mapocho, Flea Y Anthony Kiedis. 

## Lista de canciones
1. «Around The World»
2. «Give It Away»
3. «Scar Tissue»
4. «Suck My Kiss»
5. «Californication»
6. «Blod Sugar Sex Magik»
7. «Soul To Squeeze»
8. «My Lovely Man»
9. «If You Have To Ask»
10. «Easily»
11. «Right On Time»
12. «Under The Bridge»
13. «Me And My Friends»
14. «Sir Psycho Sexy»
15. «Fire»

- Datos: Q5790559